# Давитадзе, Аиша Мухамедовна
Аиша Мухамедовна Давитадзе (12 мая 1924 года, село Салас, Кобулетский район, АССР Аджаристан, ССР Грузия) — колхозница колхоза имени Ленина Халинского сельсовета Кобулетского района, Аджарская АССР, Грузинская ССР. Герой Социалистического Труда (1949).

## Биография
Родилась в 1924 году в крестьянской семье в селе Салас Кобулетского района. С 1947 года трудилась рядовой колхозницей в колхозе имени Ленина Кобулетского района.
В 1948 году собрала 6097 килограммов сортового зелёного чайного листа на площади 0,5 гектара. Указом Президиума Верховного Совета СССР от 29 августа 1949 года удостоена звания Героя Социалистического Труда за «получение высоких урожаев сортового зелёного чайного листа и цитрусовых плодов в 1949 году» с вручением ордена Ленина и золотой медали «Серп и Молот» (№ 4634).
После выхода на пенсию проживала в селе Салас Кобулетского района.
Награды
- Герой Социалистического Труда
- Орден Ленина
- Орден Трудового Красного Знамени (19.07.1950)